# Cimetière de Blois-ville
Le cimetière de Blois-ville est, avec le cimetière de Blois-Vienne et le celui de la Forêt, l'une des trois nécropoles de la ville de Blois. Il est situé rue Alfred-Halou.

## Histoire et description
Le cimetière est inauguré le 22 novembre 1857. Situé sur un terrain sablonneux et plat, c'est un grand cimetière rappelant la forme d'un rectangle vaguement allongé. Il abrite les tombes de quelques personnalités célèbres, parmi lesquelles Jean-Eugène Robert-Houdin ou Auguste et Albert Poulain. On y trouve des cèdres de l'Atlas plus que centenaires.

## Personnalités inhumées

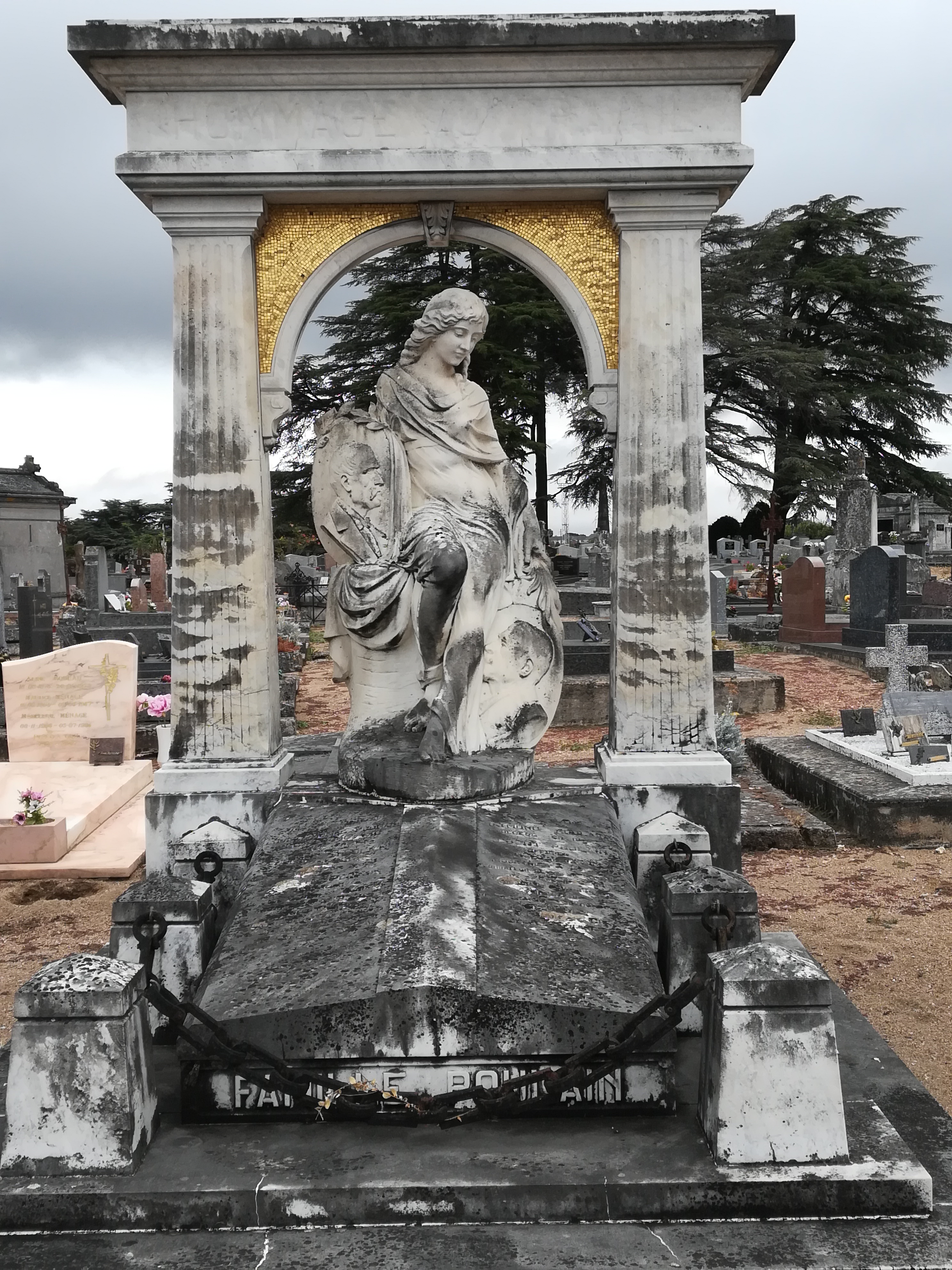
Tombe d'Auguste et Albert Poulain.

- Charles-Pierre Barbier de Préville (1781-1859), maire de Blois (tombe moderne refaite récemment).
- Édouard Blau (1836-1906), librettiste et dramaturge.
- Émile Brunet (1872-1952), architecte, auteur des plans de l'église Saint-Léon de Paris.
- Vicomte Charles-Joseph-Armand de Carbonnières (mort en 1855), ancien page de la reine Marie-Antoinette et officier du roi.
- Jules Étienne Forgeot (1809-1877), général français.
- Général Camille de La Forgue de Bellegarde (1841-1905), champion olympique d'équitation de 1900.
- Paul Franz (né Gautier, 1876-1950), ténor lyrique.
- Jules de La Morandière (1813-1905), architecte.
- Maréchal de camp André Ocher de Beaupré (1775-1850), qui se distingua à La Martinique, fut aide-de-camp de Jérôme Bonaparte et prit part à la conquête d'Alger; et son frère, le général Édouard Ocher de Beaupré (mort en 1867).
- Auguste Poulain (1825-1918), industriel du chocolat, fondateur de l'entreprise familiale.
- Albert Poulain (1851-1937), industriel du chocolat (chocolat Poulain), fils du précédent.
- Jean-Eugène Robert-Houdin (1805-1871), prestidigitateur et magicien.
- Mgr Claude-Louis Rousseau (1735-1810), évêque de Coutances, puis d'Orléans.
- Louis de La Saussaye (1801-1878), érudit, numismate, recteur des académies de Poitiers, puis de Lyon, restaurateur du château de Blois.
- Pierre Sudreau (1919-2012), ministre et maire de Blois.
- Charles Vivant de Vernot de Jeux (mort en 1885), garde du corps de Louis XVIII, puis de Charles X.
- Nicolas Vladimiroff (1880-1955), poète lyrique d'origine russe.